# Mistrz tupetu i jego bezczelny cyrk
Mistrz tupetu i jego bezczelny cyrk – druga płyta zespołu Plateau. Nagrana we wrocławskim studiu Fonoplastykon. Producentem albumu był Marcin Bors oraz zespół Plateau. Foto: Maria Wytrykus. Projekt: Igorek, Gwiazdorro, Kudłaty.
Ten concept album w formie widowiska cyrkowego, jest w założeniu kpiną i krytyką popkultury i show-biznesu XXI wieku, a także próbą pokazania jego mechanizmów. Zarówno w warstwie lirycznej jak i tekstowej, zespół wyraźnie inspiruje się na płycie kabaretem i pastiszem.
Teksty pełne ironii, wykpiwają plastikową tandetę, która wylewa się z mediów. W warstwie muzycznej, album jest eksperymentem z połączeniem muzyki gitarowej z brzmieniami syntezatorów i elektroniki.
Powstanie płyty poprzedziło powstanie surrealistycznego bloga w internecie, w którym przez kilka miesięcy opisywana była podróż zespołu wozem cyrkowym po kraju. W blogu były opisywane kolejne postacie, które zespół spotyka na swojej drodze. Na płycie znajduje się 10 piosenek, które opisują właśnie te osoby.
Na płycie znalazł się pierwszy duży przebój zespołu – piosenka "Igorek" (cover zespołu SKA-P), który znalazł się na kilkunastu listach przebojów w całym kraju, a teledysk do piosenki obejrzało w internecie już ponad 300 000 osób.

## Lista utworów
1. "Nie lubię (Mistrz Tupetu cz.1)"
2. "Żyletka"
3. "Zupa, czyli krótki kurs konformizmu"
4. "Igorek, czyli pan z agencji reklamowej"
5. "Stary Śpiewak"
6. "Jestem sobą (Mistrz Tupetu cz.2)"
7. "Supernova"
8. "Anna Gold"
9. "Nic nie pachnie jak Ty"
10. "Bal u producenta – finał"

## Skład
- Michał Szulim – wokal, gitara
- Dominik Rowicki – gitara basowa programowanie
- Karol Kowalczyk – gitara
- Marcin Lizak – perkusja

gościnnie:
- Marcin Bors – gitara, klawisze programowanie

- muzyka: Michał Szulim, Dominik Rowicki, Karol Kowalczyk
- słowa: Michał Szulim
- mastering: Jacek Gawłowski w JG Master Lab
- produkcja muzyczna: Marcin Bors i Plateau
- miksowanie: Marcin Bors